# Девон, Дэйна
Дэ́йна Де́вон (англ. Dayna Devon), урождённая — Хо́ллерон (англ. Holleron; 20 марта 1970, Сан-Антонио, Техас, США) — американская журналистка, телеведущая.

## Биография
Дэйна Холлерон (настоящая фамилия Девон) родилась 20 марта 1970 года в Сан-Антонио (штат Техас, США).
Дэйна окончила «Alamo Heights High School», «Техасский технологический университет» и «University of Texas at San Antonio».

## Карьера
Была соведущей, с Марком МакГратом, из телевизионного шоу «Extra» до того, как Марио Лопес взял это на себя в 2008 году. Она присоединилась к «Extra» в 1999 году в качестве выходной ведущей; затем стала будничной ведущей в 2003 году.
Девон провел более 10 лет в телевизионных новостях до прихода на «Extra». Она начала свою карьеру в качестве радиожурналистики как выходная ведущая на радио «KTSA-AM» в Сан-Антонио. Впоследствии она была ведущей «Kmid-TV (ABC)» в городе Мидленд, штат Техас, и «KLST-ТВ (КОС)» в Сан-Анджело, штат Техас. В 1997 году Девон присоединилась к «WPTY-TV» в качестве репортера. В следующем году её повысили до ведущей трёх станций выпусков новостей. В 1998 году Девон и её новостная команда была награждена премией «Эмми» в номинации «Лучшая онлайн-трансляции». Девон также выступила в качестве интервьюера в «Monty Python’s Personal Best» (2006).
В январе 2009 года Девон стала ведущей в прямом эфире на «HSN». Она также вела блог на hsn.com.
По состоянию на январь 2013 года Девон является участницей реалити шоу «Plastic Wives».

## Личная жизнь
С 19 апреля 2005 года Дэйна замужем за пластическим хирургом Брентом Моллекеном. У супругов есть двое детей — дочь Эмми Риз Моллекен (род.02.09.2005) и сын Коул Брент Моллекен (род.05.01.2007).

## Избранная фильмография
| Год  |   | Русское название      | Оригинальное название | Роль      |
| ---- | - | --------------------- | --------------------- | --------- |
| 2004 | с | Отчаянные домохозяйки | Desperate Housewives  | Лори Джин |